# Episodi di Doraemon (serie animata 1979) (settima stagione)
Questa è la lista degli episodi della settima stagione dell'anime 1979 di Doraemon.

## Episodi
| Nº Ja | Nº It | Titolo italiano Giapponese 「Kanji」 - Rōmaji | In onda           | In onda          |
| Nº Ja | Nº It | Titolo italiano Giapponese 「Kanji」 - Rōmaji | Giapponese        | Italiano         |
| 789   | 47    | Usiamo la rotazione della terra 「地球下車マシン」 - Chikyuu gesha mashin | 4 gennaio 1985    | 3 aprile 2003    |
| 789   | 47    | Nobita vorrebbe imparare a sciare e Doraemon usa il fermamondo, grazie a cui è possibile fare in modo che la rotazione terrestre non abbia effetto su un oggetto o una persona, che sembrerà che per gli altri si muova. Grazie al chiusky, Nobita è in grado far credere agli amici di essere in grado di salire sciando una collinetta, ma sulla via del ritorno il fermamondo si rompe e il ragazzo si trova in balia dell'effetto del chiusky, finché Doraemon riesce a risolvere il problema. |                   |                  |
| 790   | 51    | Il tè dell'avventura 「アドベン茶」 - Adoben cha | 11 gennaio 1985   | 7 aprile 2003    |
| 790   | 51    | Nobisuke vorrebbe vivere un'avventura emozionante, come quando era ragazzo, e Doraemon tira fuori il tè dell'avventura: bevendolo si vivrà un'avventura emozionante. Nobita lo beve e si ritrova a essere perseguitato da un'ape, fino alla fine dell'effetto del chiusky. In seguito il padre beve varie tazze di tè e si trova coinvolto in varie disavventure, che quasi rischiano di ucciderlo. |                   |                  |
| 791   | 55    | Lo sfornapeluche 「なんでもぬいぐるみセット」 - Nandemonuigurumi setto | 18 gennaio 1985   | 9 aprile 2003    |
| 791   | 55    | Shizuka vorrebbe acquistare delle nuove lontre di peluche, ma non ha abbastanza denaro e, quando uno zio le regala dei soldi, i peluche sono stati comprati da Suneo. Nobita racconta l'accaduto a Doraemon che, grazie allo sfornapeluche, è in grado di realizzare quello che Shizuka desidera. Più tardi crea anche numerosi altri peluche da regalare alla ragazza, ma lei non sa dove metterli. Per risolvere il problema, Doraemon decide di costruire un'altra casa per mettere dentro i peluche. |                   |                  |
| 792   | 53    | La pistola degli scherzi 「いたずらオモチャ化機」 - Itazura omocha ka ki | 25 gennaio 1985   | 8 aprile 2003    |
| 792   | 53    | Nobita, per prendersi la rivincita su alcuni scherzi che Suneo gli ha giocato, si cosparge di vernice invisibile e usa una pistola giocattolo che provoca ogni tipo immaginabile di scherzo. Nobita quindi fa fare una figuraccia a Suneo davanti a Shizuka e in modo che Gian picchi Suneo. |                   |                  |
| 793   | 57    | La turnandrè 「自動返送荷札」 - Jidouhensou nifuda | 1º febbraio 1985  | 10 aprile 2003   |
| 793   | 57    | Gian vorrebbe che Suneo gli presti un giornalino, ma il ragazzo non ce l'ha. Nobita, che l'ha attualmente in prestito, teme la reazione dei bulli, così Doraemon fa in modo che il giornalino torni dal rispettivo proprietario grazie alla turnandrè. Più tardi Nobisuke affida al figlio il compito di restituire al signor Hotan una sacca da golf e Nobita usa ancora il chiusky, che riporta l'oggetto dal vicino del signor Hotan. Si scopre poi che il proprietario della sacca è il vicino, il quale l'aveva prestata al signor Hotan. |                   |                  |
| 794   | 59    | Il cerchio dell'amicizia 「友だちの輪」 - Tomodachi no wa | 8 febbraio 1985   | 11 aprile 2003   |
| 794   | 59    | Nobita, Gian e Suneo si innamorano di una ragazza di nome Mitsue, nipote del signor Kaminari, e Nobita convince Doraemon a prestargli il cerchio dell'amicizia, in cui se due persone entrano faranno immediatamente amicizia. Nobita tenta di usare subito il chiusky, ma viene ostacolato dal signor Kaminari e decide di sfruttarlo per diventare suo amico. L'uomo invita quindi a casa sua il ragazzo, che deve sorbirsi le chiacchiere del signor Kaminari. Quando finalmente riesce ad andarsene, dimentica il cerchio dal signor Kaminari, che chiede a Mitsue di riportarlo indietro. A causa di un colpo di vento, il chiusky vola e Mitsue finisce per diventare amica di Shizuka, la quale declina un invito di Nobita a trascorrere del tempo insieme.                                                                                              |                   |                  |
| 795   | 63    | Lo spray emozionale 「ドラマチックガス」 - Dorama chikkugasu | 15 febbraio 1985  | 15 aprile 2003   |
| 795   | 63    | Nobita è stufo che non gli accada mai niente di emozionante e si spruzza uno spray di Doraemon capace di rendere movimentata la giornata. Poco dopo Tamako chiede a Nobita di portare un pacco alla sua insegnante di composizione floreale. Durante il viaggio al ragazzo capitano una serie di avventure grazie all'effetto del chiusky, riuscendo infine nell'intento. |                   |                  |
| 796   | 65    | La carta volante 「トビレットペーパー」 - Tobirettopeupaa | 22 febbraio 1985  | 16 aprile 2003   |
| 796   | 65    | Nobita vorrebbe andare in gita in montagna con gli amici, ma teme che farà fatica a camminare e convince Doraemon a dargli la carta volante: avvolgendosela intorno al corpo si volerà. Nobita usa il chiusky per aver maggiore spinta durante la camminata e prendersi gioco di Gian e Suneo. Questi ultimi, cercando di cogliere dei fiori, precipitano da un ponte, ma vengono salvati da Nobita, Shizuka e Doraemon. Quando Gian e Suneo arrivano in cima alla montagna, trovano gli amici che si divertono con la carta volante e li scambiano per angeli, poiché credono di essere finiti in paradiso a causa della loro caduta. |                   |                  |
| 797   | 67    | L'invita gatto 「カムカムキャットフード」 - Kamu kamu kyattofuudo | 1º marzo 1985     | 17 aprile 2003   |
| 797   | 67    | Doraemon trova un gatto a sua somiglianza, con cui fa subito amicizia, e decide di portarlo in casa. Siccome Tamako non lo accetterebbe, Doraemon e Nobita cercano qualcuno disposto ad adottarlo e si imbattono in un ristorante sempre vuoto, che rischia il fallimento. Per convincere il ristoratore ad adottarlo, Doraemon fa mangiare all'animale un chiusky, che gli conferisce il potere di attirare la gente. Il chiusky tuttavia ha un potere limitato e Doraemon sta per scusarsi con il ristoratore, ma quest'ultimo decide di tenerlo lo stesso e il ristorante si riempie di clienti, essendo stato pubblicizzato da un critico. |                   |                  |
| 798   | 69    | Un giorno di vacanza 「ドラえもんに休日を」 - Doraemon ni kyuujitsu wo | 8 marzo 1985      | 18 aprile 2003   |
| 798   | 69    | Nobita decide di concedere un giorno di vacanza a Doraemon, che gli dà un pulsante per essere chiamato in caso di emergenza. Nonostante succedano una serie di imprevisti Nobita decide di non premere mai il pulsante. |                   |                  |
| 799   | 71    | La lattina dell'esistenza 「そんざいかん」 - Sonzaikan | 15 marzo 1985     | 21 aprile 2003   |
| 799   | 71    | Malgrado sia domenica, Nobita deve fare i compiti. Doraemon tira fuori la lattina dell'esistenza e la fa aprire a Nobita, da cui fuoriesce un sosia del ragazzo. Doraemon quindi incarica Nobita di far aprire un'altra lattina al maestro e, davanti alla figura del docente, il ragazzo è costretto a finire il suo dovere. Nobita poi decide di procurarsi una copia di Shizuka e riesce nel suo intento, dopo essersi procurato una copia anche di Gian, Suneo e Dekisugi. Nobita è tuttavia geloso di Dekisugi e decide di fare in modo che la copia di quest'ultimo spii Shizuka mentre fa la doccia. Sbaglia però lattina e mette la sua, facendo adirare la ragazza e vendendo sgridato da Doraemon. |                   |                  |
| 800   | 75    | Lo sfiduciacono 「自信ぐらつ機」 - Jishin guratsu ki | 22 marzo 1985     | 25 aprile 2003   |
| 800   | 75    | Doraemon è stufo dell'arroganza di un pasticciere e decide di usare lo sfiduciacono, composto da un'antenna emittente e tante antenne riceventi, le quali, se messe su una persona, le faranno perdere la fiducia. Dopo aver usato il chiusky su Doraemon per convincerlo a dargli altre antenne, Nobita le usa per vendicarsi di Gian e Suneo. Il tutto si ritorce contro Nobita quando Doraemon sta per tornare nel futuro, credendo di aver fallito col ragazzo, ma fortunatamente perde l'antenna e Nobita impara la lezione. |                   |                  |
| 801   | 77    | Il robot soldato 「なんでも引き受け会社」 - Nandemo hikiuke kaisha | 29 marzo 1985     | 29 aprile 2003   |
| 801   | 77    | Nobita propone a Doraemon di usare i suoi chiusky per fondare un'azienda che fornisca qualunque cosa, ma il robot è contrario e si allontana. Nobita allora usa il gattopone di scorta per tirare vari chiusky per il suo scopo e arruola Shizuka come segretaria. Doraemon però scopre la marachella di Nobita e gli impone di lasciare perdere, perché sennò verrebbe rimandato nel futuro, ma il ragazzo lo allontana. Non avendo guadagnato neanche un soldo, Nobita decide di lasciare perdere la sua idea e Doraemon è felice. |                   |                  |
| 802   | 79    | L'indietro tempo 「タイムふしあな」 - Taimu fushiana | 19 aprile 1985    | 1º maggio 2003   |
| 802   | 79    | Per guardare un cartone animato trasmesso in TV poco fa, Nobita e Doraemon usano l'indietro tempo, ossia una tavoletta di legno con un buco attraverso il quale è possibile guardare il passato e il futuro. Nobita tuttavia non restituisce il chiusky e scopre che tra mezz'ora verrà morso da un cane al parco abbandonato. Mentre cerca di tenersi alla larga da quel luogo, si rifugia a casa di Shizuka, dove Nobita ne approfitta per vedere l'amica in mutande e reggiseno, la quale, accecata dalla rabbia, lancia lontano il chiusky. Nobita riesce a riprenderlo e in quel momento la previsione si avvera. |                   |                  |
| 803   | 81    | La pozione rigenerante 「トカゲロン」 - Tokageron | 26 aprile 1985    | 5 maggio 2003    |
| 803   | 81    | Nobita si strappa i pantaloni e Doraemon li ripara con la pozione rigenerante, capace di riportare allo stato originale qualunque cosa. Dopo aver riparato un vetro e un fumetto, Nobita e Doraemon riparano l'auto che Suneo ha rotto. Il ragazzo presta a Nobita dei giocattoli e dei giornalini e quest'ultimo decide di usare il chiusky per farne di essi una copia. |                   |                  |
| 804   | 83    | La denaro facile 「ムリヤリキャッシュカード」 - Muriyarikyasshukaado | 3 maggio 1985     | 7 maggio 2003    |
| 804   | 83    | Nobita vorrebbe che Gian gli restituisca dei soldi, ma il bullo si rifiuta. Doraemon pertanto tira fuori una speciale carta in grado di far restituire il denaro a chi ha contratto un debito. Nobita riesce nell'intento, ma Suneo si fa dare la carta, minacciando di dirlo a Gian, con cui preleva 1000 ¥ da Nobita. Infine quest'ultimo fa prelevare da Shizuka su sé stesso 9000 ¥; tuttavia si trova assalito da numerosi sé stessi del futuro: non disponendo di tutti quei soldi, essi sono stati prelevati dalle future risorse economiche di Nobita. |                   |                  |
| 805   | 85    | La super velocità 「デンコーセッカ」 - Denkousekka | 10 maggio 1985    | 9 maggio 2003    |
| 805   | 85    | Dopo aver perso una partita di baseball a causa della sua lentezza, Nobita vorrebbe essere più veloce; Doraemon gli offre uno sciroppo che, se bevuto, fa correre più velocemente. Dopo aver utilizzato la sua nuova abilità per consegnare dei documenti al padre, Nobita ne approfitta per prendersi gioco di Suneo e Gian e per volare, finché l'effetto svanisce. |                   |                  |
| 806   | 87    | Le bacche 「メッセージ大砲」 - Messeuji taihou | 17 maggio 1985    | 13 maggio 2003   |
| 806   | 87    | Nobita e Doraemon trovano delle bacche sulla collina dietro la scuola e, mentre il ragazzo ne parla con Shizuka, viene sentito da Gian e Suneo, che desiderano sapere il luogo esatto. Tornato a casa scopre che il capo di Nobisuke ha bisogno di quest'ultimo, il quale è andato a pescare. Per aiutare l'uomo, Doraemon usa uno speciale cannone, in grado di inviare un messaggio a qualunque persona, riuscendo nell'intento. In seguito Doraemon e Nobita usano il cannone per invitare Shizuka a raccogliere le bacche. Tuttavia parlano male di Gian e Suneo e, a causa di un errore, vengono sentiti dai diretti interessati. Di conseguenza sono costretti a mostrare anche a loro il luogo convenuto. |                   |                  |
| 807   | 115   | Il robot di argilla 「ネンドロイド」 - Nendoroido | 24 maggio 1985    | 9 dicembre 2003  |
| 807   | 115   | Tornato a casa da scuola, Nobita trova in camera sua un chiusky che, se ci si appiccica un capello di una persona, agirà come essa, trasformandosi anche a somiglianza della relativa persona. Dopo aver usato il chiusky varie volte per non sbrigare i suoi doveri, Nobita crea una copia di Shizuka, che entra nella vasca da bagno, sporcandola e facendo andare Tamako su tutte le furie. |                   |                  |
| 808   | 89    | La tranquillape 「シズメバチの巣」 - Shizumebachi no su | 31 maggio 1985    | 15 maggio 2003   |
| 808   | 89    | Tamako è talmente furibonda per alcuni guai causati da Nobita che scaccia fuori casa lui e Doraemon. Per calmare la donna, Doraemon tira fuori la tranquillape: un'ape robot che rabbonisce le persone arrabbiate. Il chiusky viene però rubato da Suneo, che vuole usarlo per farla pagare a Gian; tuttavia l'ape robot torna da Doraemon e Suneo è costretto a subire la vendetta del bullo. |                   |                  |
| 809   | 91    | La mappa evitaguai 「怒りエネルギー観測チャート」 - Ikari enerugii kansoku chaato | 7 giugno 1985     | 19 maggio 2003   |
| 809   | 91    | Gian è talmente furibondo per aver perso una partita di baseball da arrivare a picchiare Doraemon, che non c'entra niente. Quest'ultimo, desideroso di comprare dei dorayaki, tira fuori la mappa evitaguai con lo scopo di evitare il bullo. Dopo essersi fatto prestare la mappa, Nobita esce di casa cercando di non farsi prendere da Gian, finché quest'ultimo incontra il maestro, che gli comunica che ha preso un voto alto. Tuttavia Gian si infuria di nuovo quando gli arriva addosso una palla da baseball. |                   |                  |
| 810   | 93    | Il prevedi monitor 「コースチェッカー」 - Kousuchiekkaa | 14 giugno 1985    | 21 maggio 2003   |
| 810   | 93    | Nobita vorrebbe avere un chiusky che lo aiuti a scegliere quale strada prendere e Doraemon gli dà il prevedi monitor, sul quale apparirà cosa succederà andando nella relativa direzione. Nobita usa subito il chiusky per andare da Shizuka, ma non ha molta fortuna e intende arrendersi. Doraemon allora convince l'amico a perseverare per superare gli ostacoli, così Nobita decide di mettersi di impegno per raggiungere la casa di Shizuka, nonostante sia attaccato da un cane e da Gian e Suneo. |                   |                  |
| 811   | 95    | Il prolungaspazio 「次元ローラー」 - Jigen rouraa | 21 giugno 1985    | 23 maggio 2003   |
| 811   | 95    | Doraemon e Nobita si divertono con il prolungaspazio prima allargando il parco abbandonato e giocando a baseball senza rischiare di rompere nulla, e poi ingrandendo ogni parte della casa. Ma si rendono presto conto che una casa troppo grande è inadatta e difficoltosa per loro, così ripristinano tutte le estensioni. Ma devono ancora fare i conti con l'assestamento delle pareti, che si sono temporaneamente ristrette. |                   |                  |
| 812   | 97    | Le pillole della verità 「ジャストホンネ」 - Jasutohonne | 28 giugno 1985    | 27 maggio 2003   |
| 812   | 97    | Suneo convince Doraemon a dargli una mano a perdere il vizio di raccontare frottole grazie alla pillola della verità, ma si ritroverà nei guai quando dovrà partecipare ad un concerto di Gian, in quanto sotto l'effetto della pillola potrebbe rivelare la sua contrarietà per le frastornanti canzoni. Tutto si risolve per il meglio quando lo stesso Gian ingoia per caso una pillola e si ritrova bloccato a casa sua in punizione per aver detto a sua madre tutto quello che pensava. |                   |                  |
| 813   | 99    | Il cova amore 「刷りこみたまご」 - Suri komi tamago | 5 luglio 1985     | 29 maggio 2003   |
| 813   | 99    | Nobita non sopporta che Shizuka stia sempre con Dekisugi, così Doraemon tira fuori il cova amore, costituito da un uovo che si basa sull'imprinting dei pulcini: chi entra dentro si innamorerà della prima persona (o cosa) che vede quando uscirà. Il chiusky viene tuttavia preso da Gian, che vi entra dentro e si innamora di Suneo. Infine Nobita fa entrare Shizuka nell'uovo, ma a causa di un errore si trova davanti a Dekisugi, facendo piangere Nobita. |                   |                  |
| 814   | 101   | Il trova rabbia 「ライラエネルギー探知機」 - Raira enerugii tanchiki | 12 luglio 1985    | 3 giugno 2003    |
| 814   | 101   | Gian è di cattivissimo umore e Doraemon cerca qualcuno con cui far sfogare il ragazzo con il trova rabbia, ma il chiusky non trova avversari adatti. Quando riescono nell'intento, portano l'avversario da Gian e i due iniziano una rissa, che finisce in pareggio, e sono contenti di aver sfogato la loro rabbia. Quando l'avversario si trasferisce in un'altra città, Gian insegue Nobita, Doraemon e Suneo affinché gli trovino qualcun altro. |                   |                  |
| 815   | 103   | Lo scontotutto! 「なんでも共通割引券」 - Nandemo kyoutsuu waribikiken | 19 luglio 1985    | 5 giugno 2003    |
| 815   | 103   | Mentre Tamako fa una lunga predica a Nobita, Doraemon presta all'amico uno speciale blocchetto di buoni sconto capaci di ridurre qualsiasi cosa. Dopo aver usato un buono per interrompere la predica, Nobita ne approfitta per i propri comodi, trascurando i compiti. Riesce a salvarsi dalla sgridata del maestro grazie al buono sconto del 100%, ma rimane deluso di non poter acquistare quello che desiderava. |                   |                  |
| 816   | 117   | Il pibel 「へたうまスプレー」 - Hetauma supuree | 26 luglio 1985    | 11 dicembre 2003 |
| 816   | 117   | Gian apre una scuola di canto a cui Nobita è costretto a partecipare. Doraemon allora tira fuori il pibel capace di far sembrare belle anche le cose brutte, come Gian che canta. Infine Doraemon usa il chiusky su un disegno di qualità scarsa che ha fatto Nobita come compito. Tuttavia il chiusky ha una durata limitata e Nobita viene deriso da tutta la classe. |                   |                  |
| 817   | 119   | Il cambia-piani 「上げ下げくり」 - Age sage kuri | 2 agosto 1985     | 15 dicembre 2003 |
| 817   | 119   | Nobita è nei guai perché sta per andare a scuola senza aver fatto i compiti e Doraemon lo aiuta con il cambia-piani, con cui posticipa di un giorno la data di consegna dei compiti. Nobita intende posticipare ancora la data di consegna dei compiti, ma non sa che non si può rimandare la stessa cosa due volte. Dopo una serie di incidenti causati dal chiusky, Doraemon gli spiega che non si può sfuggire al proprio destino. Nobita inoltre si ritrova a sera senza aver fatto i compiti, così decide di ripetere il giorno per poterli fare. |                   |                  |
| 818   | -     | 「物体変換銃」 - Buttaihenkanjū – "La pistola di conversione degli oggetti" | 9 agosto 1985     | inedito          |
| 819   | 121   | Gian contro Gian 「おしかけガードマン」 - Oshikake gādoman | 23 agosto 1985    | 17 dicembre 2003 |
| 819   | 121   | Lo zio di Gian va a far visita al nipote, il quale gli chiede di insegnargli delle mosse di judo, di cui l'uomo è decimo dan. Quest'ultimo però gli spiega a che il judo richiede rispetto per gli avversari, così Gian scorta Nobita con lo scopo di difenderlo dai malintenzionati, ma non succede niente. Allora Nobita e Doraemon portano il bullo indietro nel tempo, per farlo combattere con un suo alter ego del passato. |                   |                  |
| 820   | 123   | La bomba revers 「一発逆転ばくだん」 - Ippatsugyakuten bakudan | 30 agosto 1985    | 19 dicembre 2003 |
| 820   | 123   | Nobisuke guarda la partita di baseball in TV, ma la squadra di casa (quella a cui tifa) sta perdendo ed è furioso; Doraemon usa la bomba revers per fare in modo che la squadra di casa vinca. Dopo essersene fatte dare altre da Doraemon, Nobita continua a usarle a suo vantaggio e anche per catturare un ladro; infine per errore lancia l'ultima bomba contro la TV, facendo terminare prima una serie animata. |                   |                  |
| 821   | 125   | Volere è potere 「強いイシ」 - Tsuyoiishi | 6 settembre 1985  | 23 dicembre 2003 |
| 821   | 125   | Doraemon è preoccupato per il futuro di Nobita, il quale non riesce a mantenere le promesse, così tira fuori la roccia delle promesse, che fa mantenere le promesse fatte per un certo lasso di tempo. Nobita quindi promette di andare a fare footing per un'ora ed è costretto a correre sotto un temporale. Dopo un'ora la roccia non permette a Nobita di fermarsi poiché il timer si è bloccato su un anno. Doraemon è quindi costretto ad avvolgere la roccia nel panno del tempo per annullarne l'effetto. |                   |                  |
| 822   | 127   | Non si scherza col fuoco! 「カチンカチンライト」 - Kachinkachinraito | 13 settembre 1985 | 29 dicembre 2003 |
| 822   | 127   | Nobita e Doraemon devono andare a ritirare i panni stesi, ma non ne hanno voglia e usano la luce solida per solidificare la pioggia che cade. Più tardi i due amici vedono del fumo sulla collina dietro la scuola e decidono di andare a vedere. Apprendono che i responsabili sono Suneo e Gian, che hanno acceso un fuoco per bruciare i compiti con i brutti voti di quest'ultimo. Presto però Gian e Suneo li scoprono e iniziano a inseguirli, finché il fuoco, rimasto incustodito, inizia a degenerare, accerchiando Gian e Suneo. Grazie al chiusky Doraemon, Nobita, Gian e Suneo solidificano l'incendio, lo raccolgono in dei secchi e lo gettano nel fiume, riuscendo a sventare la minaccia. Infine Nobita e Doraemon fanno vedere la luce a Shizuka che, furibonda per uno scherzo fatto dai due in precedenza, inizia a picchiarli con la scopa. |                   |                  |
| 823   | 129   | Concerto d'addio per Gian 「ジャイアンのさよならコンサート」 - Jaian no sayonara konsāto | 20 settembre 1985 | 2 gennaio 2004   |
| 823   | 129   | Gian annuncia che terrà un ultimo concerto e poi si ritirerà; tuttavia Doraemon, tramite il risucchiatore di verità, scopre che in realtà il bullo si rimangerà quanto detto qualora creda che gli spettatori si divertano ad ascoltarlo. Doraemon nasconde sul palcoscenico un chiusky che riduce l'intensità degli applausi qualora siano scroscianti, ma Gian si accorge del trucco e decide di non abbandonare la scena. Più tardi, mentre Doraemon e Nobita tornano a casa, tutti i ragazzi sono arrabbiati con loro e li ignorano. |                   |                  |
| 824   | 131   | L'oculo 「しゅっちょう口目」 - Shutchō-guchi-me | 27 settembre 1985 | 5 gennaio 2004   |
| 824   | 131   | Suneo racconta di aver trovato un suo libro di barzellette bagnato di saliva. Più tardi Nobita si reca da Shizuka per mangiare una fetta di torta, ma viene fermato da Gian, che lo costringe a badare al negozio. Nobita pertanto usa l'oculo – di cui se ne era appropriato – per divorare tutta la torta di Shizuka, facendo scoprire a quest'ultima, Doraemon e Dekisugi cos'è successo a Suneo. Più tardi Gian e Suneo si impossessano dell'oculo e decidono di vendicarsi facendo starnutire in continuazione Nobita con del pepe. |                   |                  |
| 825   | 133   | La montagna in miniatura 「箱庭シリーズ」 - Hakoniwa shirīzu | 4 ottobre 1985    | 8 gennaio 2004   |
| 825   | 133   | Suneo si vanta con gli amici per essere andato in montagna e aver mangiato i funghi, suscitando la loro ira. Similmente un collega del padre di Nobita si è vantato con Nobisuke per aver pescato un salmerino di grandi dimensioni. Doraemon allora decide di tirare fuori la montagna in miniatura e di rimpicciolire l'uomo, sé stesso, Nobita, Shizuka e Gian, accorsi anche loro sul posto. Mentre Nobiuske pesca numerosi salmerini, Doraemon e i ragazzi raccolgono numerosi funghi. Dopo essere tornati tutti come prima, Nobisuke, Nobita e Doraemon fanno vedere i pesci e i funghi a Tamako, che rimane senza parole. |                   |                  |
| 826   | 135   | Il proponi vento 「バショーおうぎ」 - Bashō ō gi | 11 ottobre 1985   | 12 gennaio 2004  |
| 826   | 135   | Nobita vorrebbe avere l'aria inebriante che ha Suneo in casa. Siccome anche Doraemon lo desidera, tira fuori il proponi vento, capace di riprodurre qualunque vento con le relative fragranze. Nobita però ruba il chiusky a Doraemon e lo usa per divertirsi con Shizuka, finché non viene fermato da Doraemon, il quale crede che l'amico abbia usato il gadget per alzare la gonna alla ragazza o spiarla durante il bagno. Tornati a casa, Nobita e Doraemon si mettono a litigare e, a causa di quest'ultimo, si genera un tifone dentro l'abitazione. |                   |                  |
| 827   | 137   | L'ombra protettrice 「かげながら」 - Kagenagara | 18 ottobre 1985   | 14 gennaio 2004  |
| 827   | 137   | Nobita è preoccupato per Shizuka, che quella sera deve stare a casa da solo e convince Doraemon a farsi dare un chiusky, costituito da un'ombra che fa da guardia del corpo. Dopo aver dato il chiusky a Shizuka, i due quella notte decidono di controllare se l'ombra svolge il suo lavoro correttamente. Dopo alcune verifiche, salta la corrente, facendo vedere l'ombra a Shizuka, che scappa per strada; cercando di difendere l'amica, Nobita finisce per farsi male. |                   |                  |
| 828   | 139   | L'informatutto 「レポーターロボット」 - Repōtārobotto | 25 ottobre 1985   | 16 gennaio 2004  |
| 828   | 139   | Suneo racconta dei pettegolezzi agli amici e Nobita, desiderando poter fare altrettanto, ruba da Doraemon l'informatutto, capace di carpire i gossip di tutti. Dopo aver appreso la notizia di un prossimo matrimonio tra Goro e la sua ennesima fidanzata, Nobita vuole sapere dell'altro, apprendendo che è stato scaricato. Cercando di carpire il perché dalla fidanzata, il chiusky inizia ad assillarla, finché Goro mette fuori uso il chiusky, facendo cambiare idea alla ragazza. |                   |                  |
| 829   | -     | 「モーテン星」 - Mōten hoshi – "La stella inverti-situazioni" | 1º novembre 1985  | inedito          |
| 830   | 141   | Il suono inganna-tempo 「ツモリナール」 - Tsumorinaaru | 8 novembre 1985   | 20 gennaio 2004  |
| 830   | 141   | Nobita e Doraemon vorrebbero guardare un film in TV, ma Nobisuke vuole vedere un torneo di golf. Doraemon tira fuori il suono inganna-tempo, costituito da un diapason e un martelletto: suonando il diapason le persone che stanno compiendo un'azione penseranno di aver finito. Dopo averlo usato sul padre, Nobita e Doraemon lo usano per far credere alla madre di aver fatto la spesa, riempito la vasca da bagno e portato fuori i giornali. Il tutto si ritorce contro quella sera quando, non avendo gli ingredienti necessari, Tamako non può preparare da mangiare, ma i due amici risolvono il problema con il chiusky. Infine Nobita usa il chiusky per fingere di essere andato a scuola, ma non ha effetto. |                   |                  |
| 831   | 143   | Il favolovo 「架空人物たまご」 - Kakuu jinbutsu tamago | 15 novembre 1985  | 22 gennaio 2004  |
| 831   | 143   | Mentre Nobita vuole andare a mostrare agli amici di essere riuscito nel kendama, Tamako deve recuperare un timbro caduto dietro a un mobile e Doraemon la aiuta con i favolovo, delle uova che se rotte faranno fuoriuscire un personaggio delle fiabe, che svolgerà l'incarico assegnatogli, per poi scomparire. Il kendama viene però rubato da Gian e Suneo, così Nobita usa il chiusky per invocare Lupin e avere indietro il giocattolo. Nobita desidera poi far vedere a Shizuka di riuscire nel kendama e, per evitare che Gian e Suneo glielo rubino di nuovo, invoca Mighty Man affinché lo protegga. Il ragazzo però non riesce nell'impresa ed è costretto a provarci fino a tardi per l'effetto del chiusky. |                   |                  |
| 832   | 145   | La ridibomba 「時限バカ弾」 - Jigen baka dan | 22 novembre 1985  | 26 gennaio 2004  |
| 832   | 145   | Mentre Tamako fa una predica a Nobita, Doraemon vorrebbe far merenda così, per accorciare i tempi, il robot lancia una ridibomba sulla donna che, sotto l'effetto del chiusky, si mette a fare un balletto e interrompe la sgridata. Minacciando di riferire l'accaduto alla madre, Nobita si fa dare delle altre ridibombe e intende usarne una per mettere in ridicolo Dekisugi davanti a Shizuka, ma il tutto gli si ritorce contro. |                   |                  |
| 833   | 147   | Il kit crea nuvole 「手づくり雲セット」 - Tedu kuri kumo setto | 29 novembre 1985  | 28 gennaio 2004  |
| 833   | 147   | Nobita racconta agli amici di aver come sogno poter volare sulle nuvole: mentre Gian e Suneo lo deridono, Shizuka ritiene che sia un bel sogno. Nobita e Shizuka ne parlano con Doraemon che, grazie al kit crea nuvole, crea delle speciali nubi per lo scopo. Mentre i tre si divertono su un'isola fatta di nuvole, vengono visti da Gian e Suneo, che li attaccano con un aeroplano radiocomandato. Doraemon decide di intrappolare l'aereo nel telaio usato per creare le nuvole per poi ricoprirlo di nuvola a forma di dinosauro, ma i bulli capiscono l'inganno e lo usano come arma per distruggere l'isola. Quando Doraemon passa al contrattacco grazie a delle nubi temporalesche, Gian e Suneo si arrendono, quindi tutti insieme si divertono con il chiusky.                                                                                      |                   |                  |
| 834   | 149   | Le forbici della decisione 「思い切りハサミ」 - Omoikiri hasami | 6 dicembre 1985   | 30 gennaio 2004  |
| 834   | 149   | Gian spiega a Nobita e Doraemon che Jaiko, malgrado abbia scritto un manga coinvolgente, non vuole partecipare al concorso per i nuovi talenti; grazie alle forbici della decisione i tre riescono a farle cambiare idea. Il giorno prima dell'uscita dei risultati Gian, Nobita e Doraemon usano la macchina del tempo per sapere in anticipo chi ha vinto. Jaiko non è la vincitrice e il fratello insegue furiosamente Nobita e Doraemon, per poi bloccare loro l'accesso alla macchina del tempo. Fortunatamente Gian si rallegra quando il sé stesso del giorno dopo gli rivela che Jaiko, sebbene non abbia vinto, è comunque felice, avendo ricevuto una telefonata di incoraggiamento dal caporedattore della rivista. |                   |                  |
| 835   | 151   | L'impegno paga 「０点脱出作戦」 - 0 ten dasshutsu sakusen | 13 dicembre 1985  | 3 febbraio 2004  |
| 835   | 151   | La madre di Nobita è talmente furiosa per l'ennesimo zero del figlio da non riuscire a dire una parola. Siccome il giorno dopo ci sarà un compito in classe di matematica, Nobita cerca una scappatoia per non studiare, ma ogni tentativo fallisce. Infine decide di darsi da fare per studiare, riuscendo a prendere 65 e rendendo orgoglioso Doraemon. |                   |                  |
| 836   | 153   | La comando-carta 「シテクレジットカード」 - Shitekurejittokaado | 20 dicembre 1985  | 6 febbraio 2004  |
| 836   | 153   | Per il bene del figlio, il padre di Nobita non intende regalargli per Natale un aeroplano radiocomandato, sebbene gliel'abbia promesso. Il ragazzo e Doraemon origliano il discorso e quest'ultimo tira fuori la comando-carta: scrivendo un ordine sul chiusky e mostrandolo a una persona essa eseguirà quanto scritto. I due usano il chiusky prima per far comprare l'aereo a Nobisuke e poi per rendere Tamako più comprensiva verso il figlio. Più tardi la donna riceve una telefonata di una persona che vorrebbe incontrarla alle ore 1,30 presso l'uscita sud della stazione del metro. Tamako annota il luogo di incontro sul chiusky, che poco dopo Nobita si mette in tasca. Quella notte il ragazzo è costretto, per via dell'effetto del chiusky, a raggiungere la stazione.                                                                      |                   |                  |
| 837   | 155   | Il libro-gioco 「ゲームブック」 - Geumubukku | 27 dicembre 1985  | 9 febbraio 2004  |
| 837   | 155   | Nobita chiama gli amici per partecipare al libro-gioco, in cui bisogna salvare qualcosa all'ultima pagina, dopo aver superato molti ostacoli. Shizuka si offre per essere prigioniera nell'ultima pagina, mentre Nobita, Gian, Suneo e Dekisugi vanno a salvarla. Da una parte Dekisugi gioca lealmente, dall'altra invece Nobita, Gian e Suneo decidono di ricorrere alla dokodemo porta per raggiungere velocemente Shizuka, ma vengono puniti per aver barato. |                   |                  |

## Speciali
| Nº  | Giapponese 「Kanji」 - Rōmaji - Traduzione letterale                                                  | In onda         | In onda  |
| Nº  | Giapponese 「Kanji」 - Rōmaji - Traduzione letterale                                                  | Giapponese      | Italiano |
| S31 | 「イメージライトキャップ」 - Imējiraitokyappu – "Il cappuccio della luce dell'immagine"               | 1º gennaio 1985 | inedito  |
| S32 | 「オオカミ一家を救え!!」 - Ōkami ikka o sukue!! – "La famiglia dei lupi"                              | 5 aprile 1985   | inedito  |
| S33 | 「浦島事件のなぞに挑戦」 - Urashima jiken no nazo ni chōsen – "Il mistero dell'incidente di Urashima" | 16 agosto 1985  | inedito  |
| S34 | 「山寺のユーレイ騒動」 - Yamadera no yūrei sōdō – "Il disturbo di Yamadera"                           | 16 agosto 1985  | inedito  |